# Honigsee
Honigsee ist eine Gemeinde in der Region Barkauer Land im Kreis Plön in Schleswig-Holstein. Holz, Kleinhavighorst und Großhavighorst (auf der Ortstafel zusammen Havighorst genannt) liegen im Gemeindegebiet.

## Geografie und Verkehr

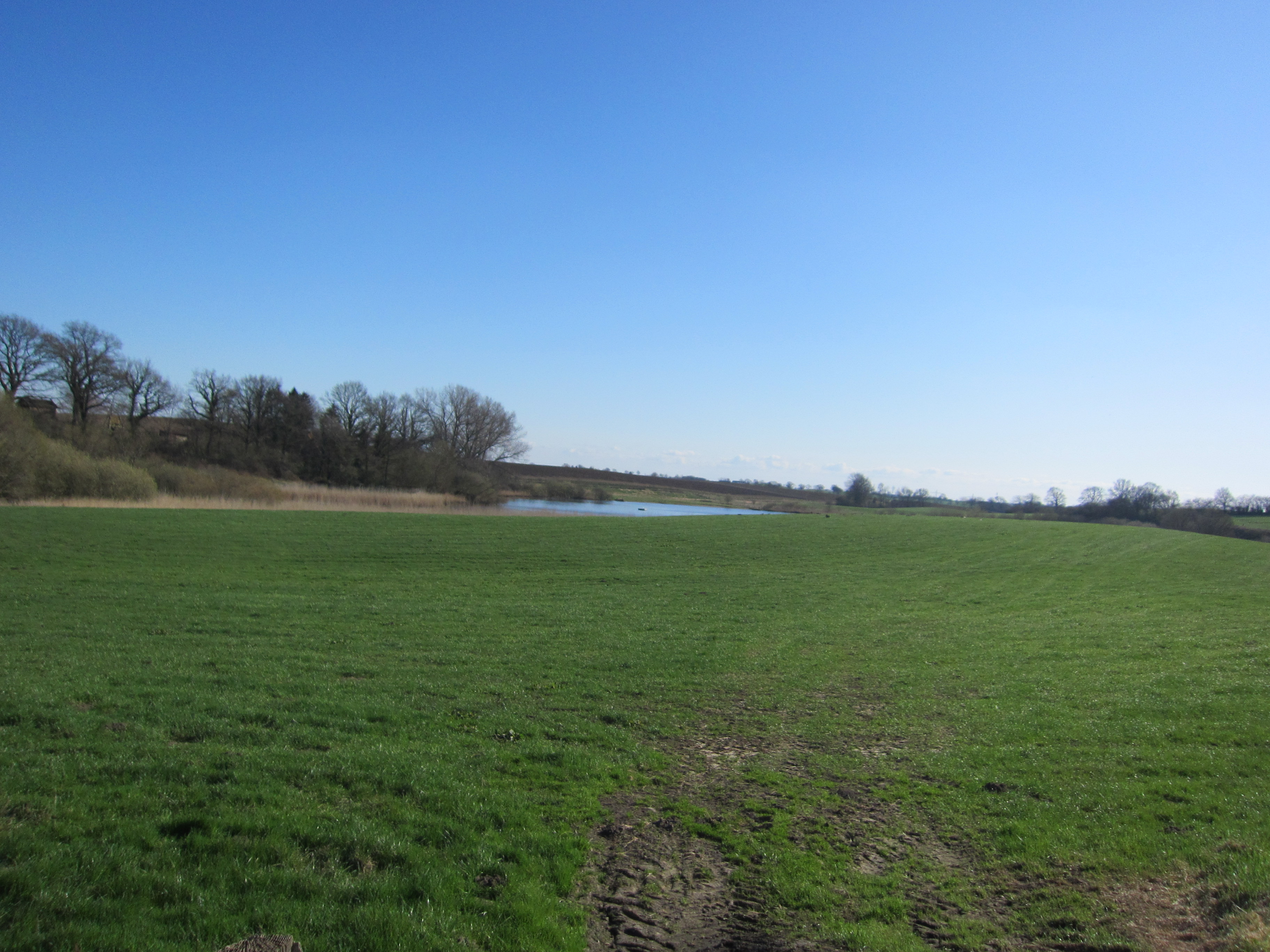
See „Honigsee“

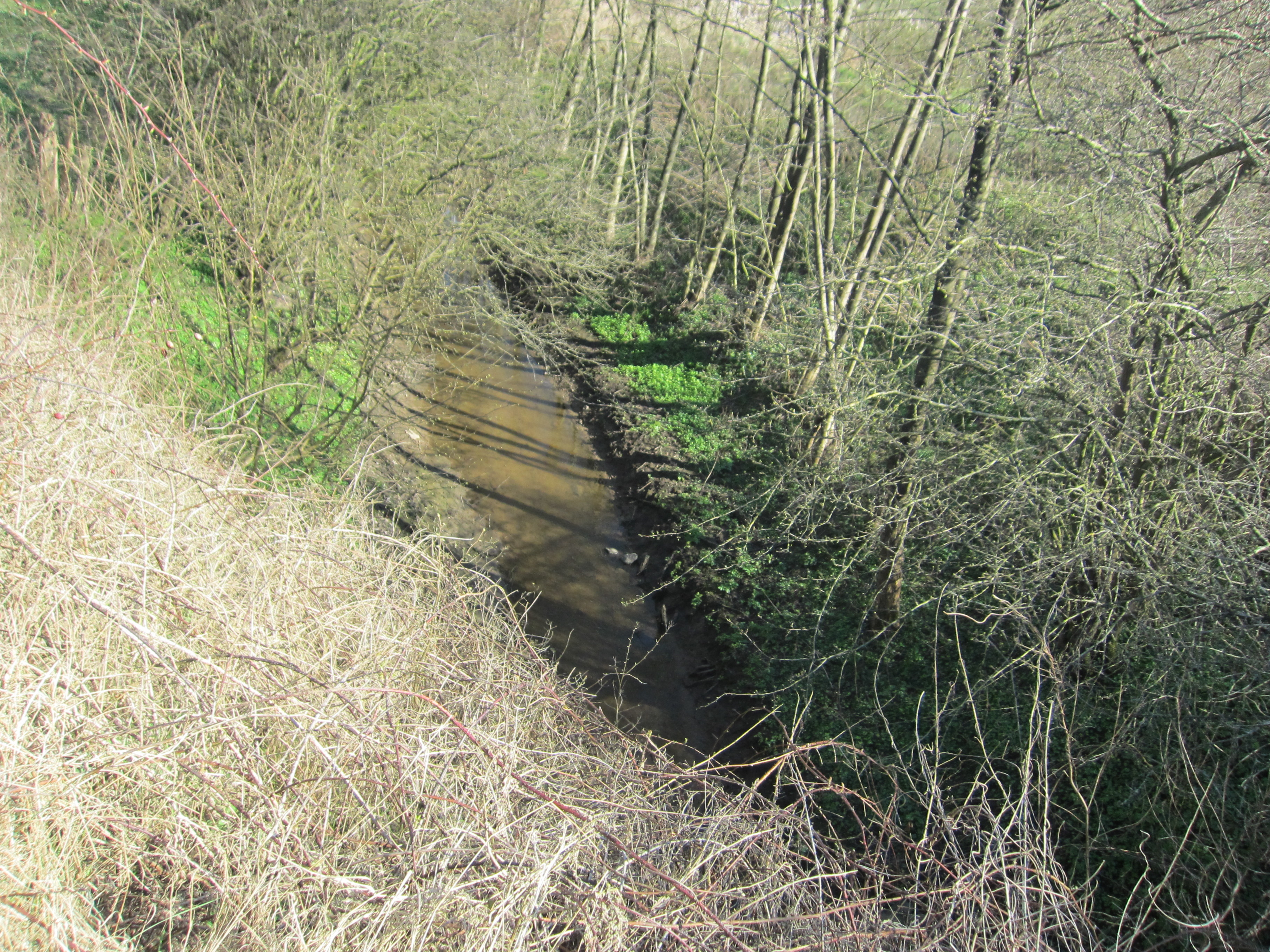
Honigau

Honigsee liegt etwa 7 km südlich von Kiel und etwa 5 km westlich von Preetz in der Nähe der Bundesstraße 404 von Kiel nach Bad Segeberg. Der Ort liegt an der Honigau und am Honigsee. Von 1910 bis 1930 war Honigsee Bahnstation der Kleinbahn Kirchbarkau–Preetz–Lütjenburg.

## Geschichte

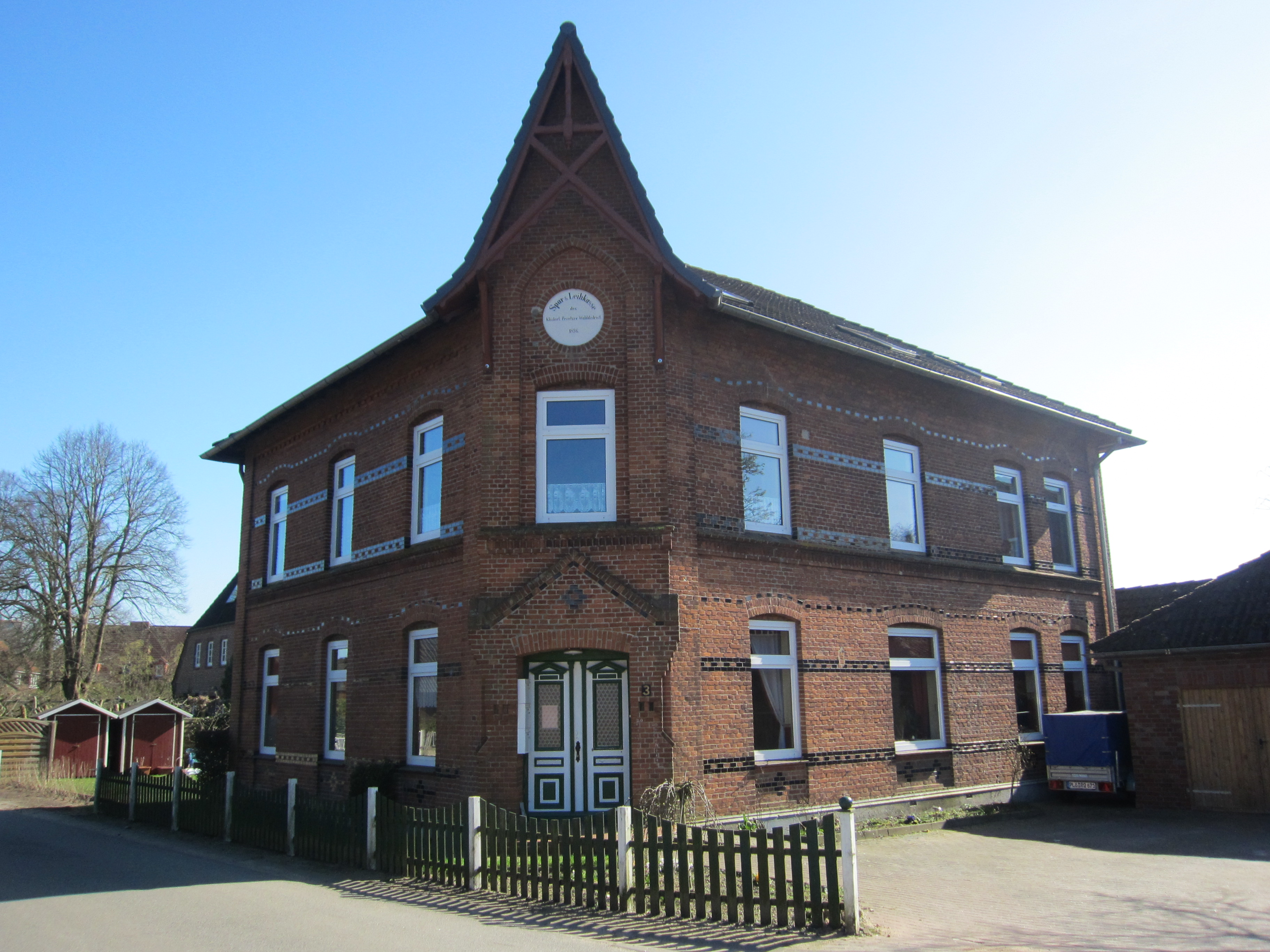
Spar- und Leihkasse für den Klösterlichen Preetzer Walddistrikt, Honigsee, Rönner Straße

Der Ortsname kommt aus dem Slawischen. Die 1861 gegründete Spar- und Leihkasse für den Klösterlichen Preetzer Walddistrikt, Honigsee wurde 1923 in die Sparkasse Kreis Plön integriert, die mittlerweile Teil der Förde Sparkasse ist.

## Politik

### Gemeindevertretung
Bei der Kommunalwahl 2023 errang die Wählergemeinschaft Honigsee erneut alle neun Sitze in der Gemeindevertretung. Die Wahlbeteiligung betrug 60,8 Prozent.

### Wappen
Blasonierung: „In Blau oben ein abgebrochener silberner Krummstab, daneben und nach unten versetzt drei goldene Bienen 2 : 1.“

## Wirtschaft
Das Gemeindegebiet ist überwiegend landwirtschaftlich genutzt. Viele Einwohner pendeln nach Kiel. Über das erste Nahwärmenetz mit genossenschaftlicher Organisationsform in Schleswig-Holstein werden 54 Haushalte im Ort Honigsee aus dem Blockheizkraftwerk einer Biogasanlage mit Wärmeenergie versorgt.